# Être ou ne pas être (film, 1998)
Être ou ne pas être (persan : بودن یا نبودن) est un film iranien réalisé par Kyanoush Ayari sorti en 1998.

## Synopsis
Arménienne d'Iran, Anik Avanessian a un besoin urgent d'une transplantation du cœur. Son médecin qu'un donneur potentiel est dans le coma : comment convaincre sa famille qui refuse de le perdre, alors qu'il y a aussi d'autres possibles receveurs ?

## Fiche technique
- Titre original : Boodan yaa naboodan , (persan : بودن یا نبودن)
- Titre français : Être ou ne pas être
- Réalisateur : Kyanoush Ayari
- Scénariste : Kyanoush Ayari
- Directeur de la photographie : Parviz Malekzaade
- Production : 
  - Hassan Agha Karimi
  - Fondation Farabi
- Durée : 94 minutes
- Couleur : Couleur
- Dates de sortie
  -  Iran : février 1999

## Distribution
- Asal Badiee (en)
- Maryam Boubani (mg)
- Lorik Minassian
- Farhad Sharifi
- Hossein Ilbeygi
- Noor-Ali Lotfi

## Distinctions
Prix du meilleur film et scénario au Festival international du film du Caire.